# Milano (Bia, Sfera Ebbasta e Fivio Foreign)
Milano è un singolo della rapper statunitense Bia, del rapper italiano Sfera Ebbasta e del rapper statunitense Fivio Foreign pubblicato il 29 settembre 2023 come estratto dalla riedizione del terzo album in studio di Bia Really Her (Intl Deluxe).

## Video musicale
Il video è stato reso disponibile in concomitanza con il lancio del singolo attraverso il canale YouTube di Bia.

## Tracce
Testi di Abdul Aziz Dieng, Bianca Landrau, Bob Merrill, Maxie Lee Ryles III, Sfera Ebbasta.
1. Milano – 3:14

## Classifiche
| Classifica (2023) | Posizione massima |
| ----------------- | ----------------- |
| Italia            | 4                 |